# Ernest Bordes
Pour les articles homonymes, voir Bordes.
Ernest Bordes, né à Pau le 14 octobre 1852 et mort à Andrein le 15 août 1914 , est un peintre français.

## Œuvres
- Affiche pour la Fête des Fleurs, dessin, musée des beaux-arts de Pau[1] ;
- Attila consulte les aruspices avant la bataille de Châlons, 1888, huile sur toile, musée des beaux-arts de Pau[2],[3] ;
- Le Concierge est tailleur, 1881, huile sur toile, musée des beaux-arts de Pau[4] ;
- La légende de saint Julien l'Hospitalier, 1884[5] ;
- La mort de l'évêque Proetextatus, 1886, huile sur toile, musée d'Orsay[6] ;
- Portrait du Docteur Jean Lespy, 1889, huile sur toile, musée des beaux-arts de Pau[7] ;
- Le laminoir, 1891[8] ;
- Après-midi d'été, 1894[9] ;
- Étude de femme nue, 1898, huile sur toile, musée des beaux-arts de Pau[10] ;
- Après l'enlèvement, 1899[11] ;
- Les fumeurs de hachich, 1900[12] ;
- Portrait d'Ernest Picot, 1901, huile sur toile, musée des beaux-arts de Pau[13] ;
- Portrait de Mademoiselle Reclus, 1902, huile sur toile, musée des beaux-arts de Pau[14] ;
- Femme à sa toilette, 1905, huile sur toile, musée des beaux-arts de Pau[15] ;
- La robe rouge, 1913[16] ;
- Portrait du Docteur Valéry Meunier, huile sur toile, musée des beaux-arts de Pau[17] ;
- Sous le porche, huile sur toile, musée des beaux-arts de Bordeaux[18].

## Galerie

Œuvres d'Ernest Bordes
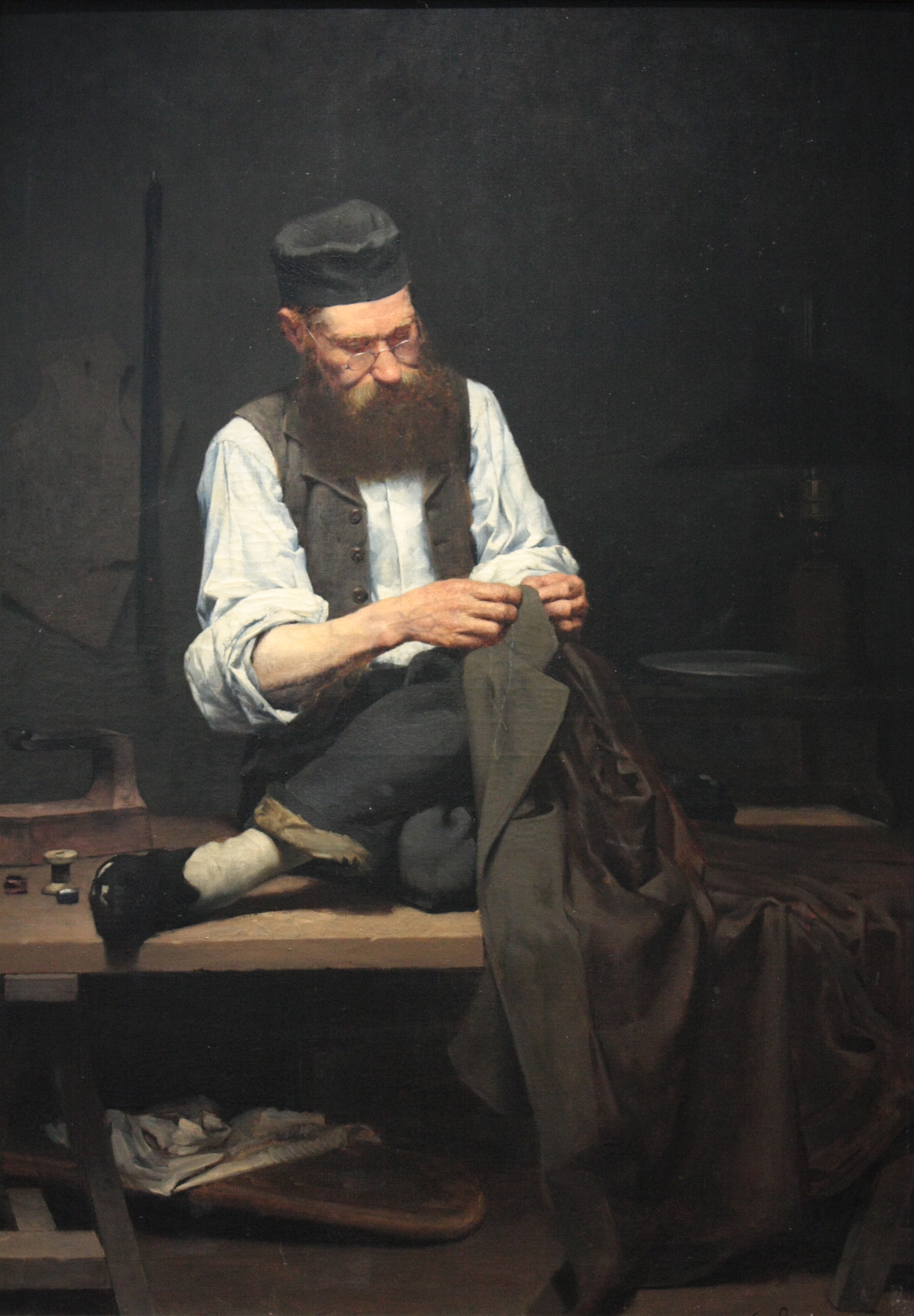
Le Concierge est tailleur, 1881, Musée des beaux-arts de Pau
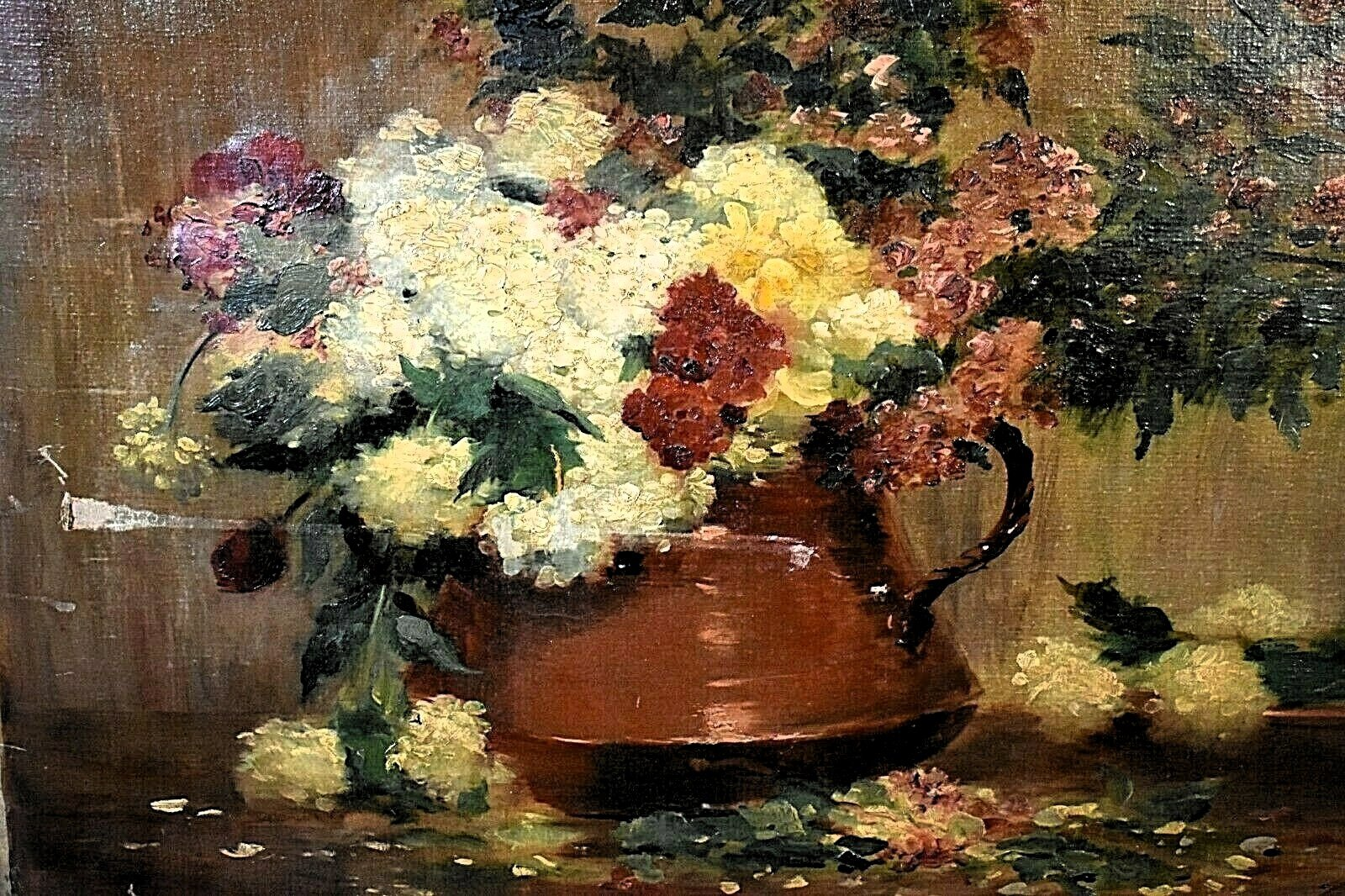
Nature morte aux fleurs dans un vase en cuivre, 1888